# Mihran Kirakoszján
Mihran Kirakoszján (örményül: Միհրան Կիրակոսյան, Jereván, 1985. január 25.-) művésznevén Mihran amerikai–örmény énekes, rapper. Két nagy albuma jelent meg eddig "Armenia" és "If You Want To" címmel. Az utóbbi 2009. szeptember 11-én jelent meg.
Mihran szerte a világon turnézott már, és olyan előadókkal léphetett fel, mint Madonna, Britney Spears, P!nk, Lil Kim, Rihanna és Ricky Martin. Ricky támogatta a 2010-es dalát, amit az Eurovíziós Dalfesztiválra szántak.
Részt vett a 2010-es örmény eurovíziós nemzeti döntőn, ahol a második helyet szerezte meg a Hey (Let Me Hear You Say) című számával, amit Emmyvel adott elő. Az örmény nemzeti döntőt végül Eva Rivas nyerte meg, aki végül a hetedik helyen végzett a dalverseny döntőjében.
2010. december 11-én bejelentette az ARMTV, hogy Emmy fogja képviselni Örményországot a 2011-es Eurovíziós Dalfesztiválon Düsseldorfban, később megjelent cikkek pedig azt írják, hogy ismét a rapperrel fog fellépni, de végül Emmy úgy döntött, hogy szólóban marad.